# Benatae
Benatae là một đô thị trong tỉnh Jaén, Tây Ban Nha. Theo điều tra dân số 2006 (INE), đô thị này có dân số là 586 người.
38°21′B 2°39′T / 38,35°B 2,65°T